# Jabloňov

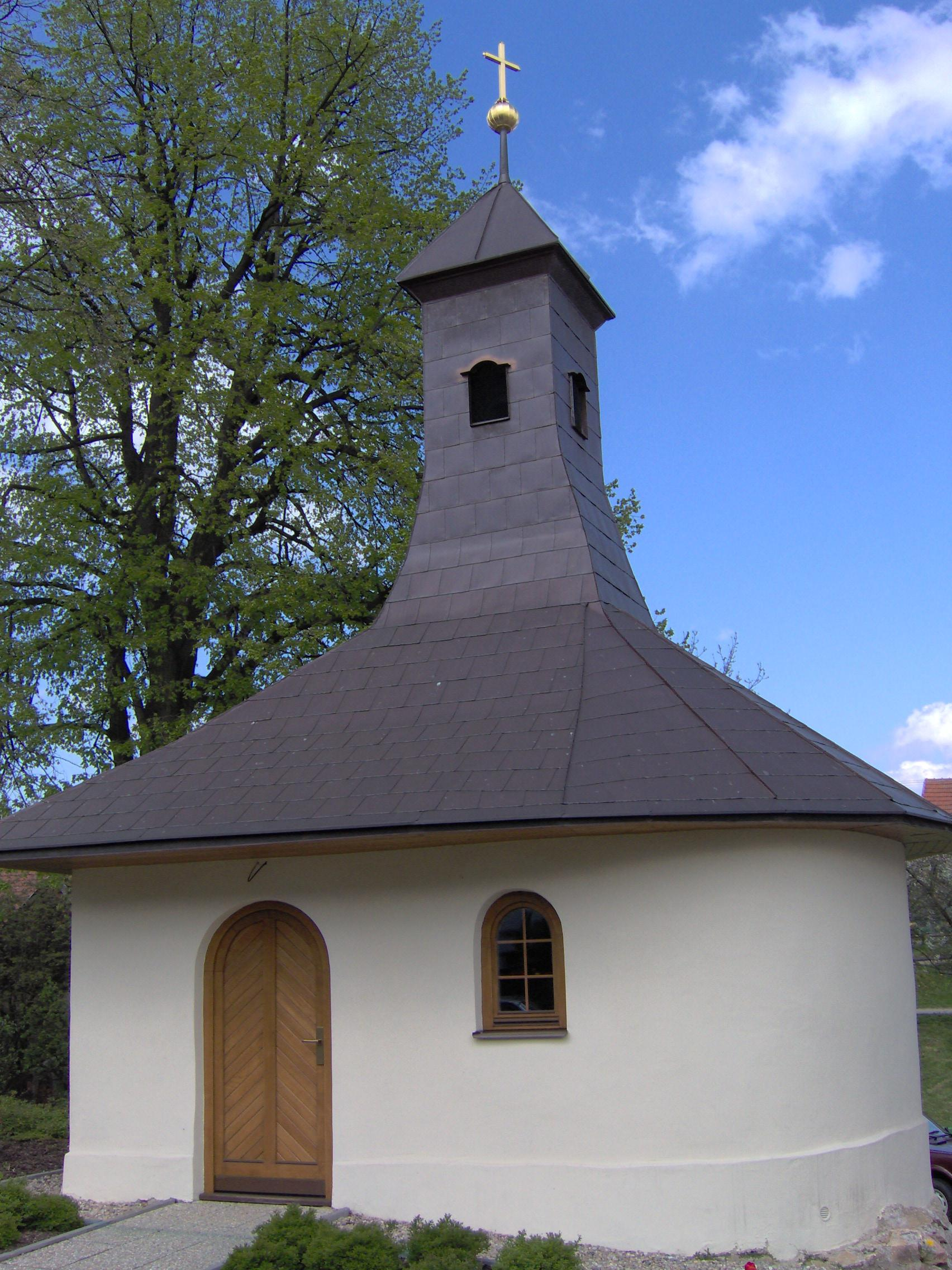
Kapelle in Jabloňov

Jabloňov (deutsch Jablonau, 1939–45 Gablans) ist eine Gemeinde in Tschechien. Sie liegt sechs Kilometer südöstlich von Velké Meziříčí und gehört zum Okres Žďár nad Sázavou.

## Geographie
Jabloňov befindet sich rechtsseitig über dem Tal des Baches Polomina in der zur Böhmisch-Mährischen Höhe gehörigen Křižanovská vrchovina (Krischanauer Bergland). Nördlich erheben sich die Hora (610 m) und Strážnice (610 m), im Westen der Malý Strážník (492 m) und die Holomina (507 m). Im Süden führt die Autobahn D1 vorbei, die nächste Abfahrt liegt bei Lhotka.
Nachbarorte sind Březejc im Norden, Ronov, Ořechov und Tři Dvory im Nordosten, Ruda im Osten, Lhotka im Südosten, Dvořáci und Tasov im Süden, Dolní Heřmanice im Südwesten, Petráveč im Westen sowie Domky, Děkanův Dvůr und Dolní Radslavice im Nordwesten.

## Geschichte
Die erste Erwähnung des Dorfes erfolgte 1361 als Besitz das Radon von Radslavice. 1366 erwarb Jan von Meziříčí Teile von Jablonov und schloss diese seiner Herrschaft Tasov an; den anderen Anteil hielten Václav und Ratibor von Myslibořice. 1398 war Kuneš von Tasov Besitzer des gesamten Dorfes.  Jabloniev wurde vor 1515 an die Herrschaft Meziříčí angeschlossen und verblieb bei ihr bis 1848. Das Dorf war Sitz eines Richters, dem auch Eisenberg, Křeptov, Březejc und Nebštych unterstanden. Zum Ende des 16. Jahrhunderts wurde der Richtersitz nach Eisenberg verlegt. Nordwestlich Jablonau lag der Herrenhof Klenuwky. Im Ort bestanden weiterhin eine Dörrhütte, Schmiede und zwei Flachdarren. Seit 1641 ist ein Ortssiegel mit einem Apfel nachweislich. 1818 entstand im Dorf eine Schule, die 1831 in ein eigenes Schulhaus umzog.
Nach der Aufhebung der Patrimonialherrschaften bildete Jablonau ab 1850 einen Ortsteil der Gemeinde Eisenberg in der Bezirkshauptmannschaft Groß Meseritsch. 1875 entstand die politische Gemeinde Jabloňov / Jablonau. Im selben Jahre brannten 18 Häuser nieder. Eine Freiwillige Feuerwehr entstand erst im Jahre 1901. Während der Zeit des Protektorates Böhmen und Mähren erhielt der Ort den Namen Gablans. Nach der Aufhebung des Okres Velké Meziříčí kam die Gemeinde zu Beginn des Jahres 1961 zum Okres Žďár nad Sázavou. 1980 wurde Jabloňov nach Velké Meziříčí eingemeindet. Seit 1992 besteht die Gemeinde wieder.

## Ortsgliederung
Für die Gemeinde Jabloňov sind keine Ortsteile ausgewiesen. Zu Jabloňov gehört die Ortslage Klenůvka (Klenuwky).

## Sehenswürdigkeiten
- Kapelle und Marmorkreuz aus dem Jahre 1901, am Dorfplatz
- Straßenbrücke an der Straße III/602. Das 16 m lange Bauwerk führt in zwei 5 m langen Bögen mit 2,5 m Höhe über die Polomina.
- Betsäule, am Sportplatz

## Söhne und Töchter der Gemeinde
- Bedřich Krejčí (1911–1945), Literaturwissenschaftler und Dichter, er verstarb bei einem Todesmarsch ins KZ Dachau.